# Johann Benedict Listing
Johann Benedict Listing (ur. 25 lipca 1808, zm. 24 grudnia 1882) – niemiecki matematyk. Niezależnie od Augusta Möbiusa opisał szczególną powierzchnię jednostronną nazwaną potem wstęgą Möbiusa. W artykule z 1847 r. wprowadził pojęcie topologii (które się upowszechniło i z czasem stało się nazwą nowego działu matematyki), zaś w 1873 r. wprowadził używane  między innymi w geodezji pojęcie geoidy. 
Interesował się również optyką fizjologiczną, w 1845 r. opublikował fundamentalną pracę Beiträge zur physiologischen Optik.